# بيتر غراب
بيتر غراب (بالإنجليزية: Peter Grubb)‏ هو عالم حيوانات بريطاني، ولد في 1942 في إيلنغ في المملكة المتحدة، وتوفي في 23 ديسمبر 2006.